# Apanteles iranicus
Apanteles iranicus är en stekelart som beskrevs av Telenga 1955. Apanteles iranicus ingår i släktet Apanteles och familjen bracksteklar. Inga underarter finns listade i Catalogue of Life.